# Miconia brevistylis
Miconia brevistylis es una especie de planta fanerógama en la familia de Melastomataceae. 
Es endémica de Perú, solo conocida en el departamento de Huánuco.

## Taxonomía
Miconia brevistylis fue descrita por Alfred Cogniaux y publicado en Botanische Jahrbücher für Systematik, Pflanzengeschichte und Pflanzengeographie 42: 144. 1908.
Etimología
Miconia: nombre genérico que fue otorgado en honor del botánico catalán Francisco Micó.
brevistylis: epíteto latíno que significa "con estilos pequeños"